# Aletinus maculipennis
Aletinus maculipennis là một loài bọ cánh cứng trong họ Rhynchitidae. Loài này được Jacquelin du Val miêu tả khoa học năm 1854.